# サルバドール・カバニャス
サルバドール・カバニャス・オルテガ（Salvador Cabañas Ortega, 1980年8月5日）は、パラグアイ・アスンシオン出身の元サッカー選手。元パラグアイ代表である。現役時代のポジションはFW。

## 経歴
2003年にチリのアウダックス・イタリアーノからメキシコのチアパスFCに移籍した。2003前期リーグでは18試合に出場して5得点だったが、2004後期リーグでは15得点を挙げた。その後も8得点、8得点、9得点と安定した成績を残した。2006後期リーグでは14得点を挙げ、得点王に輝いた。
2006年、クルブ・アメリカに移籍した。2007年のコパ・リベルタドーレスでは10得点で得点王を獲得するなど、2007年には計33得点を挙げた。パラグアイ最優秀選手賞、南米年間最優秀選手にも輝いた。2008年のコパ・リベルタドーレスでは8得点を挙げ、2度目の得点王に輝いた。2009年1月18日のサントス・ラグーナ戦の2得点で、メキシコ・リーグ通算100得点を達成した。
2010年1月25日、夫人とともにメキシコシティのレストランバーに訪れたカバニャスは、トイレ内で額に22口径の銃弾を浴びた。犯人がカバニャスと口論になり、カバニャスが「撃てるものなら撃ってみろ」と挑発したという従業員の証言もあるが、何かを目的とした急襲の可能性もあるという。危険な状態が続いたが、28日には夫人の手を握り返し、30日には言葉を話し、31日には食事をとれるまで回復した。2010年3月19日にはリハビリのためにアルゼンチンを訪れた。2011年2月には母国のクルブ・リベルタで練習を再開し、2011年8月10日には、メキシコシティのエスタディオ・アステカで行われたクルブ・アメリカ対パラグアイ代表の親善試合に出場した。カバニャスはこの試合の前半はクルブ・アメリカの選手として、後半はパラグアイ代表の選手としてプレーした。2011年10月にはパラグアイ代表の練習に参加するなどしてモチベーションを維持し、2012年1月には、医師から現役復帰の許可を受けて古巣のドセ・デ・オクトゥブレと1年契約を交わした。

## 所属クラブ
- ドセ・デ・オクトゥブレ 1998-2000

→ グアラニー 1999 (loan)
- アウダックス・イタリアーノ 2001-2003
- チアパスFC 2003-2006
- クルブ・アメリカ 2006-2010
- ドセ・デ・オクトゥブレ 2012
- タナビEC 2013
- クルブ・インデペンティエンテ 2014

## 代表歴

### 出場大会
- パラグアイ代表
  - 2006 FIFAワールドカップ

### 試合数
- 国際Aマッチ 44試合 10得点（2003年-2009年）[8]

| パラグアイ代表 | 国際Aマッチ | 国際Aマッチ |
| 年             | 出場        | 得点        |
| -------------- | ----------- | ----------- |
| 2003           | 3           | 0           |
| 2004           | 2           | 0           |
| 2005           | 7           | 1           |
| 2006           | 6           | 0           |
| 2007           | 12          | 4           |
| 2008           | 5           | 2           |
| 2009           | 9           | 3           |
| 通算           | 44          | 10          |

### 得点
2010年7月3日時点
|     | 日時           | 場所               | 相手           | スコア | 結果 | 大会                              |
| --- | -------------- | ------------------ | -------------- | ------ | ---- | --------------------------------- |
| 1.  | 2005年3月27日  | キト               | エクアドル     | 2–0    | 2–5  | 2006 FIFAワールドカップ・南米予選 |
| 2.  | 2007年6月28日  | マラカイボ         | コロンビア     | 4–0    | 5–0  | コパ・アメリカ2007                |
| 3.  | 2007年6月28日  | マラカイボ         | コロンビア     | 5–0    | 5–0  | コパ・アメリカ2007                |
| 4.  | 2007年7月2日   | バリナス           | アメリカ合衆国 | 3–1    | 3–1  | コパ・アメリカ2007                |
| 5.  | 2007年11月21日 | サンティアゴ       | チリ           | 1–0    | 3–0  | 2010 FIFAワールドカップ・南米予選 |
| 6.  | 2008年6月15日  | アスンシオン       | ブラジル       | 2–0    | 2–0  | 2010 FIFAワールドカップ・南米予選 |
| 7.  | 2008年10月11日 | ボゴタ             | コロンビア     | 1–0    | 1–0  | 2010 FIFAワールドカップ・南米予選 |
| 8.  | 2009年6月10日  | レシフェ           | ブラジル       | 1–0    | 1–2  | 2010 FIFAワールドカップ・南米予選 |
| 9.  | 2009年9月5日   | アスンシオン       | ボリビア       | 1–0    | 1–0  | 2010 FIFAワールドカップ・南米予選 |
| 10. | 2009年10月10日 | プエルト・オルダス | ベネズエラ     | 1–0    | 2–1  | 2010 FIFAワールドカップ・南米予選 |

## タイトル
- アウダックス・イタリアーノ

プリメーラ・ディビシオン得点王 アペルトゥーラ2003
- チアパスFC

メキシコ・リーグ得点王 クラウスーラ2006
- クルブ・アメリカ

コパ・リベルタドーレス得点王 2007, 2008
パラグアイ最優秀選手賞 2007
南米年間最優秀選手 2007